# دوغ بيرنت
دوغ بيرنت (بالإنجليزية: Doug Berndt)‏ هو متزلج فني أمريكي، ولد في 10 سبتمبر 1949 في دنفر في الولايات المتحدة، وتوفي بنفس المكان في 2 فبراير 1995.

## وصلات خارجية
- دوغ بيرنت على موقع أوليمبيديا (الإنجليزية)